# 僕たちのパラドクス
『僕たちのパラドクス』（ぼくたちのパラドクス）は、厚木隼による日本のライトノベル。イラストはQP:flapperが担当。富士見ミステリー文庫（富士見書房）より2007年1月から刊行されている。第6回富士見ヤングミステリー大賞受賞作。

## ストーリー
西暦2006年、平凡な高校生の高崎青葉は未来からやってきたという謎の少女と出会い、やがてタイム・パラドックスのもたらす問題へと関わることになる。

## 世界観
この作品において、「明るい未来」と「地獄の未来」から成る2つの歴史軸が存在する。「明るい未来」ではハルナ・キリシマの生きる未来が描かれており、「地獄の未来」では霧島榛名の生きる未来が繰り広げられ、人類にとって最悪の世界となっている。
なお、本編では第2巻は第1巻の続編ではなく、もう1つのパラレルワールドとして書かれている。

## 登場人物
高崎 青葉（たかさき あおば）
男子高校生。17歳。未来から来た少女と出会ったことからタイム・パラドックスの問題に巻き込まれてしまう。歴史において、重要な鍵を握る人物。
ハルナ・キリシマ
「明るい未来」の時空監査法院の特A級時空監査員。17歳。明るくかつアバウトな性格の少女で、有能だが後先考えずに行動するため、上司からの叱責が絶えない。
第1巻では時空犯罪者を追って2006年に来たところで青葉に現場を遭遇され、なぜか未来へ帰れなくなってしまったために青葉と行動することになる。
第2巻では時空監査法院にとって犯罪となる行為を行った榛名と青葉を処刑するために2006年に現れたが、歴史を正そうとする榛名の行動から疑問を持ち、2人を追って1429年に向かう。
霧島 榛名（きりしま はるな）
「地獄の未来」の時空監査法院の少女で、「地獄の未来」におけるハルナ・キリシマである。絶望的な環境で生きてきたためにハルナと違ってクールだが、負けず嫌いといった根本的な面はハルナと変わりない。
第1巻では「地獄の未来」を引き起こすきっかけを作ったハルナと青葉を抹殺するために現れた。
第2巻では「地獄の未来」を回避するべく、歴史が既に歪んでいた2006年に向かって青葉を保護し、歴史を修正するために2人で百年戦争の真っただ中である1429年のフランスへ向かい、ジャンヌ・ダルクの代わりを務めた。

## 用語
時空監査法院（じくうかんさほういん）
タイム・パラドックスや時空犯罪に対処するための組織。

## 既刊一覧
- 厚木隼（著） / QP:flapper（イラスト） 『僕たちのパラドクス』 富士見書房〈富士見ミステリー文庫〉、既刊2巻（2007年9月8日現在）
  1. 「-Acacia 2279-」2007年1月25日初版発行（1月20日発売[2]）、ISBN 978-4-8291-6381-8
  2. 「-Acacia 1429-」2007年9月15日初版発行（9月8日発売[3]）、ISBN 978-4-8291-6398-6